# 京张城际铁路
- 關於北京至张家口原有的，以詹天佑为首的中国设计师自主修建的第一条铁路，請見「京张铁路」。
- 關於京张铁路现时的名称，請見「京包铁路」。
- 關於北京市至湖南省张家界市的高速动车组列车，請見「京张高速动车组列车」。
- 關於北京市至江苏省苏州市下属张家港市的高速动车组列车，請見「G887/888次列车」。

京张城际铁路是中国一条连接北京市与河北省张家口市的城际铁路，是北京冬奥会的重点交通配套项目。线路正线全长约173.947公里，为双线客运专线，初步规划时设车站9座，后增加至10座。该铁路原定2009年开工，后因铁道部调整高铁建设方案，一度搁浅。京张城际铁路的建设工期为4年6个月，于2019年10月5日启动联调联试，最高试验速度为385公里/小时，12月3日启动试运行，于2019年12月30日正式通车，从北京前往张家口的时间从3小时7分压缩至47分钟。

## 规划与批复
计划2014年开工建设。该项目线路自北京北站引出，沿既有京张线右侧新建双线，终点至既有的张家口南站（今张家口站），新建京张铁路主要技术指标为客运专线双线，铁路等级为高速铁路，电力牵引，全部开行动车组。而根据此前环保部对新建北京至张家口铁路环境影响报告书的批复，设计速度目标值在120公里/小时至350公里/小时。北京城区段采用局部地下线路无砟轨道方案，五环以内列车限速80公里/小时。设计速度最快的一段是八达岭西线路所到下花园北一段共66公里，基础设施按350公里/小时标准设计。根据规划，新建京张铁路的运输能力为单向每年6000万人。北京市境内设北京北、清河、沙河、昌平、八达岭长城5座车站，张家口境内设东花园北、怀来、下花园北、宣化北、张家口5座车站。
2015年11月3日，新建北京至张家口铁路可行性研究报告已经获得国家发展改革委批复，同意新建北京至张家口铁路。新建北京至张家口铁路正线的投资估算总额为584.1亿元，线路起自北京北站，经北京市海淀区、昌平区、延庆区，河北省怀来县、宣化区至张家口市，全长174公里，这其中包含了此前已经获得批复的八达岭越岭段工程的15.44公里。

## 线路
自北京北站引出，经既有的清河站、沙河站，昌平站，于八达岭设八达岭长城站，连接康延铁路建设延庆支线至延庆站，过康庄进入河北省境内，新设东花园北站，过东花园，沿京张高速公路跨官厅水库，设怀来站，并行京包铁路至沙城站，出沙城站西行经下花园北（新设站）、宣化北（新设站），终点至既有的张家口南站（后更名为张家口站）。项目新建正线全长173.947公里，其中北京市境内70.42公里，张家口境内103.527公里，项目估算投资236.2亿元。建设单位为“京张城际铁路有限公司”，于2013年11月7日注册成立。地址为北京市延庆县延庆经济开发区百泉街10号2栋208室。注册资本1亿元。股东为：北京铁路局，占股60.02%；北京市基础设施投资有限公司，占股32.42%；张家口通泰控股集团有限公司，占股7.56%。

### 支线

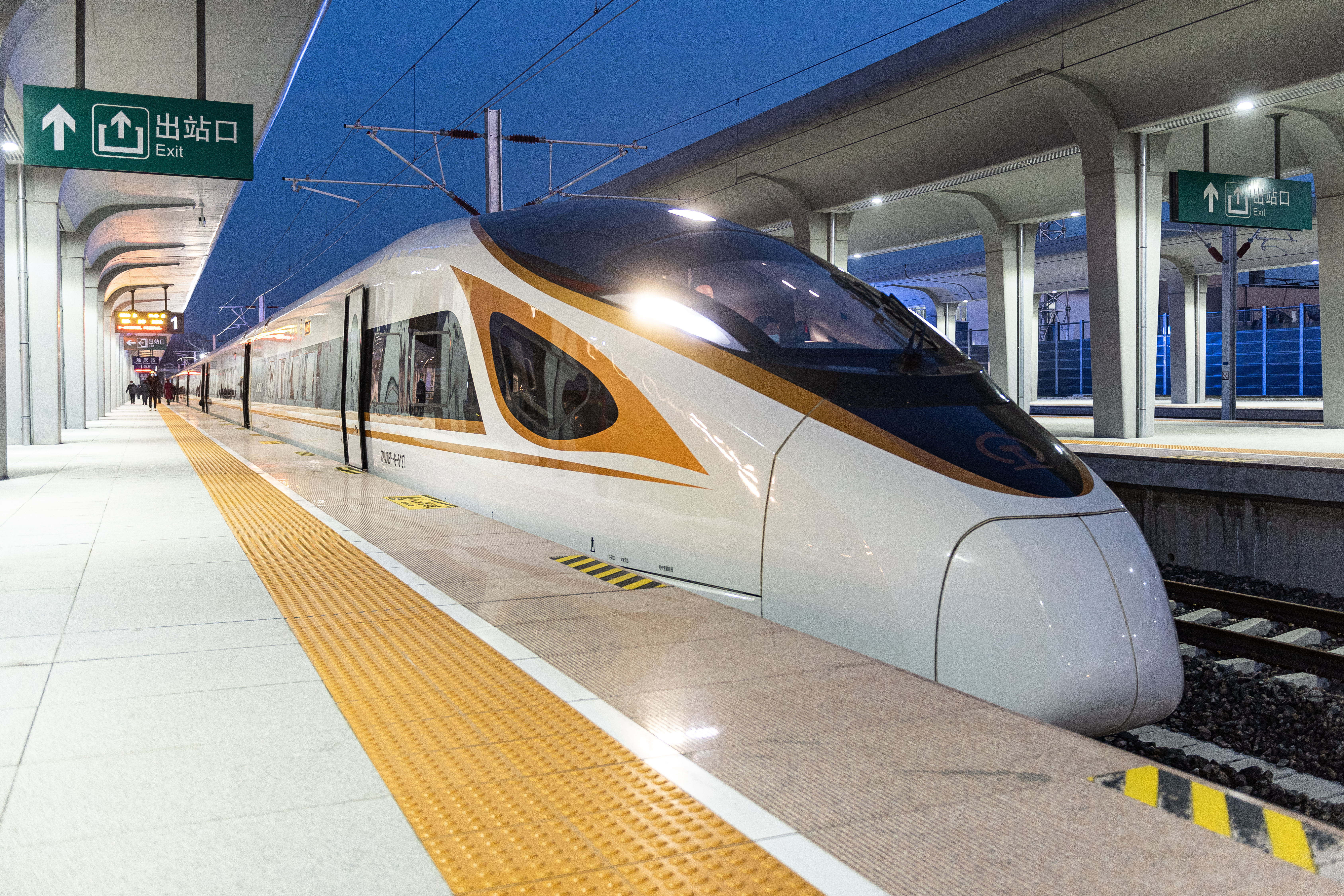
G8888次列车在延庆站1站台等待发车（摄于延庆支线开通首日）

崇礼铁路全长52.2公里，设计时速250公里/小时，从下花园北站分出，向北前往太子城站，中途经过下花园区、宣化区、赤城县和崇礼区，并预留赵川南站。该线路用於服务于2022年冬奥会崇礼赛区，之後将成为京津冀地区城际铁路网的重要组成部分。线路于2016年10月9日开工建设；2019年5月11日开始，全长近13公里的正盘山隧道开始铺轨。当正盘山隧道铺轨完成后，崇礼铁路铺轨任务将完成80%。2019年10月22日，崇礼铁路开始联调联试。2019年12月30日，崇礼铁路开通运营。2022年1月6日，崇礼铁路约15.8公里長的太子城至崇礼段开通运营。
延庆支线全长9.33公里，设计速度为160公里/小时，从京包客专线八达岭西线路所引出，通往既有延庆站。该线于2020年6月9日开始联调联试，2020年12月1日开通，初期开行5对G字头列车。

### 桥隧

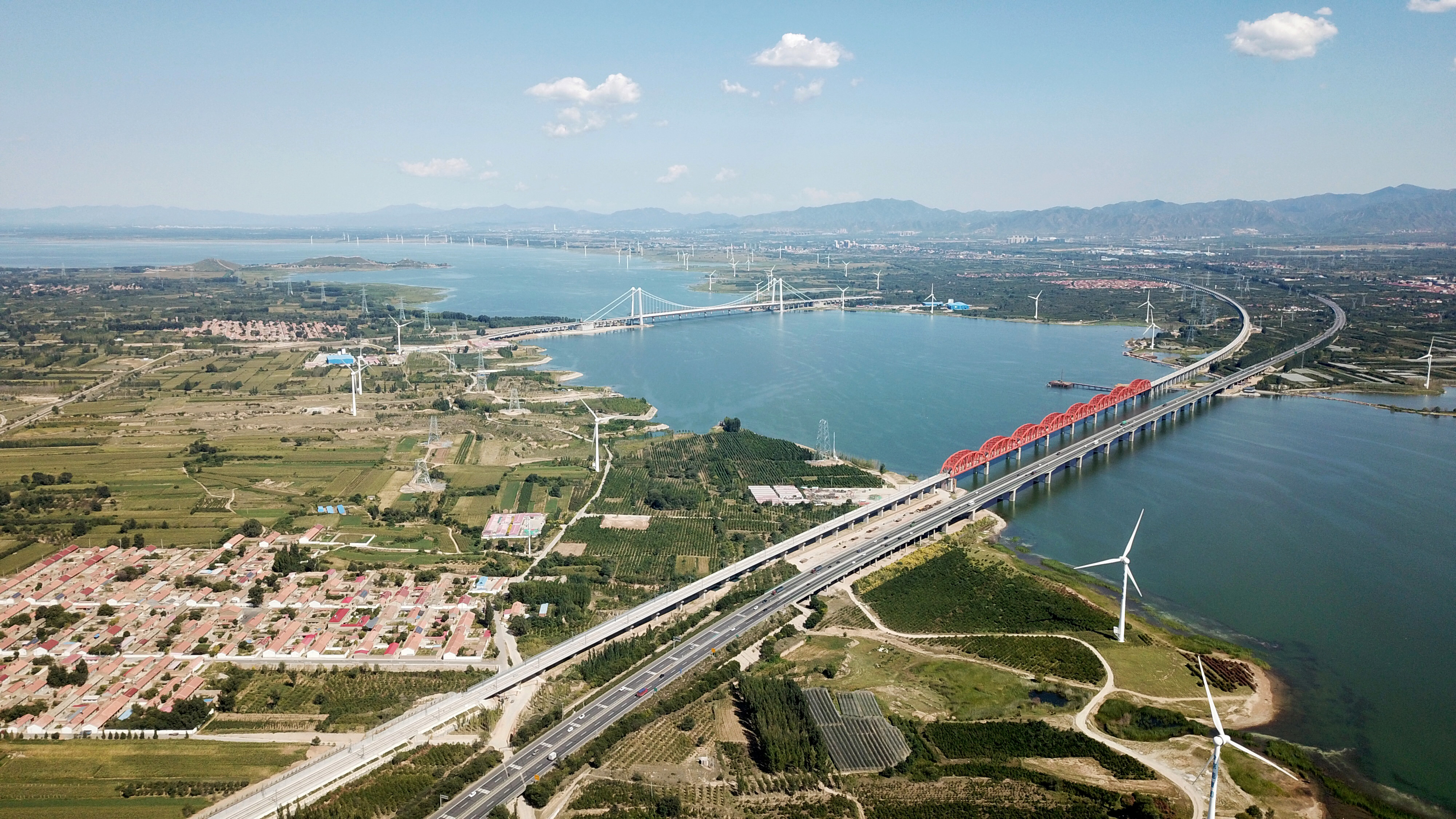
京张高铁特大桥（红色）从官厅水库上方穿过

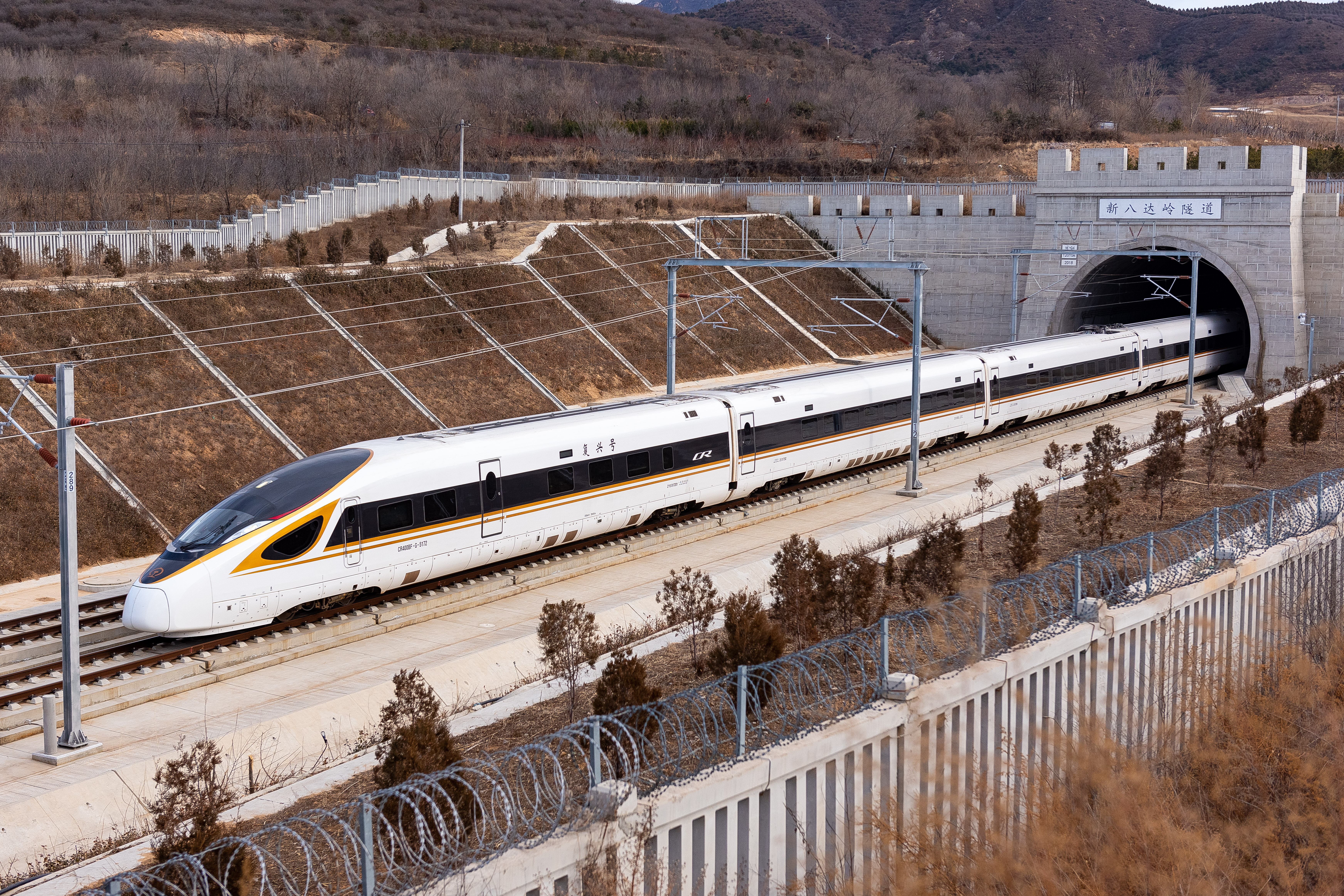
G2467次列车驶出新八达岭隧道

京张高铁桥隧比为66%，全线拥有各类型桥樑64座，总长约49公里。
| 名称               | 位置     | 位置       | 跨越/穿过                        | 长度（米） | 参考                        |
| ------------------ | -------- | ---------- | -------------------------------- | ---------- | --------------------------- |
| 清华园隧道         | 北京市   | 海淀区     | 西直门附近地面交通               | 5330       | [ 18 ] [ 19 ] [ 20 ] [ 21 ] |
| 西二旗特大桥       | 北京市   | 昌平区     | 北京地铁13号线                   | 2429       | [ 22 ] [ 23 ]               |
| 东北环改建线特大桥 | 北京市   | 昌平区     | 双沙铁路                         |            | [ 24 ] [ 25 ]               |
| 南口特大桥         | 北京市   | 昌平区     | 京藏高速公路                     |            | [ 26 ]                      |
| 南口隧道           | 北京市   | 昌平区     | 南口村、东园子村山体             | 3032       | [ 27 ] [ 28 ] [ 29 ]        |
| 居庸关隧道         | 北京市   | 昌平区     |                                  | 3044       | [ 30 ]                      |
| 新八达岭隧道       | 北京市   | 延庆区     | 八达岭                           | 12010      | [ 31 ] [ 32 ]               |
| 康庄高架特大桥     | 北京市   | 延庆区     | 县道X017                         | 19120      | [ 33 ] [ 34 ] [ 35 ]        |
|                    |          |            |                                  |            |                             |
| 东花园隧道         | 张家口市 | 怀来县     |                                  | 4970       | [ 36 ] [ 37 ] [ 38 ] [ 39 ] |
| 官厅水库特大桥     | 张家口市 | 怀来县     | 官厅水库                         | 9077       | [ 40 ] [ 41 ]               |
| 土木特大桥         | 张家口市 | 怀来县     | 大秦铁路、京包铁路、京藏高速公路 | 3503.48    | [ 42 ] [ 43 ]               |
| 新保安高架特大桥   | 张家口市 | 怀来县     | 京包上行线                       | 15050      | [ 44 ] [ 45 ] [ 46 ]        |
| 西黄庄隧道         | 张家口市 |            |                                  | 4880       | [ 47 ] [ 48 ]               |
| 董家庄隧道         | 张家口市 | 下花园区   |                                  | 1162       | [ 49 ]                      |
| 祁家庄隧道         | 张家口市 | 下花园区   |                                  | 5731       | [ 50 ] [ 51 ] [ 52 ]        |
| 龙洋河特大桥       | 张家口市 | 宣化区     | 宣庞铁路、112国道                | 4405.86    | [ 53 ] [ 54 ] [ 55 ]        |
| 宣化站2号特大桥    | 张家口市 | 宣化区     |                                  |            |                             |
| 草帽山隧道         | 张家口市 | 宣化区     |                                  | 7340       | [ 56 ] [ 57 ]               |
| 张家口南特大桥     | 张家口市 | 经济开发区 |                                  | 1922.23    | [ 58 ] [ 59 ] [ 60 ] [ 61 ] |
| 八里村隧道         | 张家口市 | 宣化区     |                                  | 1272       | [ 62 ]                      |
| 崇礼支线           |          |            |                                  |            |                             |
| 孙家庄隧道         | 张家口市 | 下花园区   |                                  |            | [ 63 ] [ 64 ] [ 65 ]        |
| 新兴堡隧道         | 张家口市 | 下花园区   |                                  |            | [ 66 ] [ 67 ] [ 68 ]        |
| 赵川镇高架特大桥   | 张家口市 | 宣化区     |                                  |            | [ 69 ] [ 70 ] [ 71 ]        |
| 小白杨3号特大桥    | 张家口市 | 宣化区     |                                  |            |                             |
| 正盘台隧道         | 张家口市 | 宣化区     |                                  |            | [ 72 ] [ 73 ] [ 74 ]        |
| 青羊隧道           | 张家口市 | 赤城县     |                                  |            | [ 75 ] [ 76 ]               |
| 太子城隧道         | 张家口市 | 崇礼区     |                                  |            | [ 77 ] [ 78 ]               |

### 配套设施

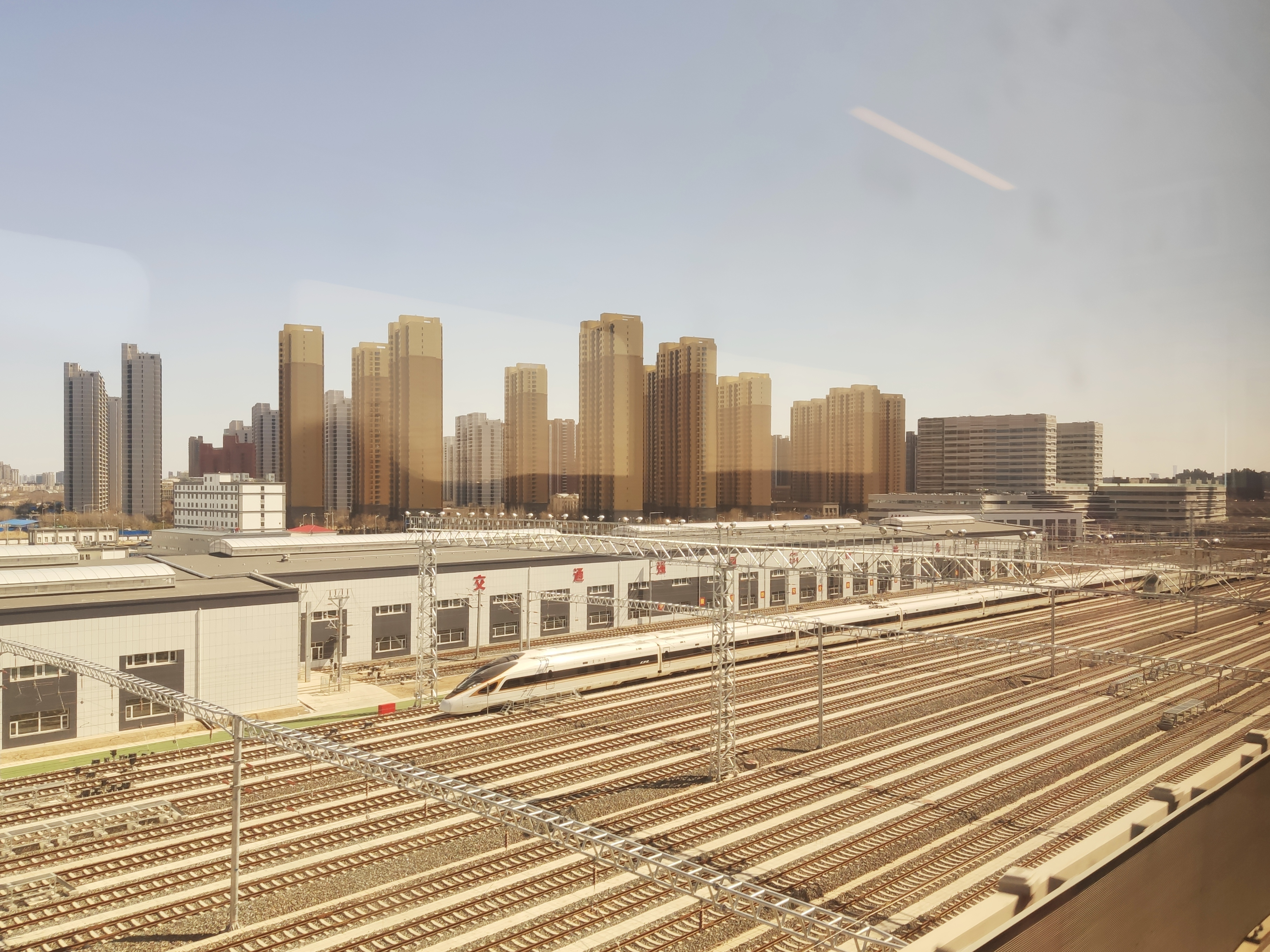
京张上行列车俯视北京北动车所

- 北京北动车所[79][80]
- 昌平综合工区

### 施工

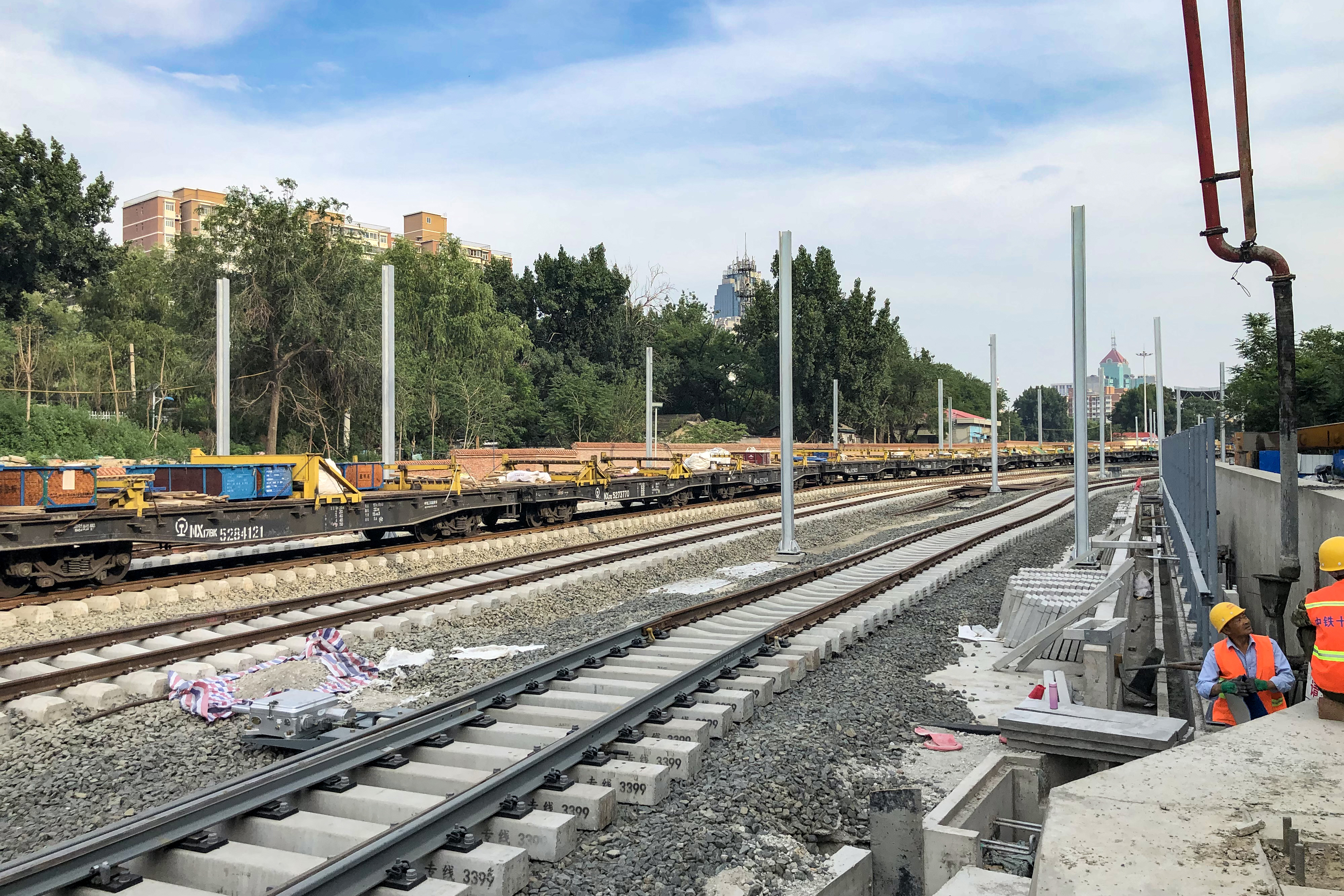
位于北下关街道的铺轨现场（2019年6月）

清华园隧道，采用单洞双线断面，开挖直径12.64米。隧道位于既有京包线东侧，在学院南路南侧入地，依次下穿北三环路、北四环路等7条道路，跨越或并行地铁10号线、12号线、13号线、15号线4条地铁线路后出地面。全长6.02千米，最大埋深42米，于2018年11月20日全线贯通。
2019年6月12日，全线铺轨完成。
2021年12月8日，北京-张家口铁路（含崇礼支线）工程获得中国施工企业管理协会评选的2020-2021年度国家优质工程奖金奖。

## 车站
| 京张城际铁路                     |              |             |                 |                                     |                |          |            |                                                        |
| 图片                             | 站名         | 运营里程[1] | 站间距 （千米） | 轨道换乘                            | 行政区         | 行政区   | 行政区     | 开通日期                                               |
|                                  | 北京北站     | 0           | -               | 西直门站 (2413) 怀柔—密云线         | 北京市         | 西城区   | 展览路街道 | 1906年9月30日开通 2016年11月1日关闭 2019年12月30日重开 |
|                                  | 清河站       | 11          | 11              | 清河站 (13昌平) 怀柔—密云线         | 北京市         | 海淀区   | 清河街道   | 1906年9月30日开通 2016年11月1日关闭 2019年12月30日重开 |
|                                  | 沙河站       | 21          | 10              | 西北环线 东北环线                   | 北京市         | 昌平区   | 沙河地区   | 1906年9月30日开通 2012年9月15日停办客运                |
|                                  | 昌平站       | 31          | 10              | 京包铁路 京通铁路 西北环线 东北环线 | 北京市         | 昌平区   | 马池口地区 | 1909年10月开通 2016年11月1日关闭 2019年12月30日重开    |
|                                  | 八达岭长城站 | 56          | 25              | S2线八达岭站 延庆铁路               | 北京市         | 延庆区   | 八达岭镇   | 2019年12月30日开通                                     |
|                                  | 东花园北站   | 77          | 21              |                                     | 河北省张家口市 | 怀来县   | 东花园镇   | 2019年12月30日开通                                     |
|                                  | 怀来站       | 98          | 21              |                                     | 河北省张家口市 | 怀来县   | 土木镇     | 2019年12月30日开通                                     |
|                                  | 下花园北站   | 125         | 27              | 崇礼铁路                            | 河北省张家口市 | 下花园区 | 花园乡     | 2019年12月30日开通                                     |
|                                  | 宣化北站     | 152         | 27              |                                     | 河北省张家口市 | 宣化区   | 春光乡     | 2019年12月30日开通                                     |
|                                  | 张家口站     | 172         | 20              | 大张客运专线 呼张客运专线 京包铁路  | 河北省张家口市 | 桥东区   | 南站街道   | 1957年开通 2017年11月12日关闭 2019年12月30日重开       |
| 注释                             |              |             |                 |                                     |                |          |            |                                                        |
| 1 运营里程为自北京北站起的里程。 |              |             |                 |                                     |                |          |            |                                                        |

京张城际崇礼支线全线均位于河北省张家口市。
| 京张城际崇礼支线 / 崇礼铁路      |            |             |                 |          |                |                |
| 图片                             | 站名       | 运营里程[1] | 站间距 （千米） | 轨道换乘 | 行政区         | 开通日期       |
|                                  | 下花园北站 | 125         | -               | 主线     | 下花园区花园乡 | 2019年12月30日 |
| 不適用                           | 赵川南站   | 不適用      | 不適用          | 不適用   | 宣化区赵川镇   | 不適用         |
|                                  | 太子城站   | 177         | 52              | 太锡铁路 | 崇礼区四台嘴乡 | 2019年12月30日 |
|                                  | 崇禮站     | 193         | 16              |          | 崇礼区         | 2022年1月6日   |
| 注释                             |            |             |                 |          |                |                |
| 1 运营里程为自北京北站起的里程。 |            |             |                 |          |                |                |

京张城际延庆支线全线均位于北京市延庆区。
| 京张城际延庆支线 / 延庆铁路      |                |             |                 |                     |          |                                                        |
| 图片                             | 站名           | 运营里程[1] | 站间距 （千米） | 轨道换乘            | 行政区   | 开通日期                                               |
|                                  | 八达岭长城站   | 56          | -               | S2线八达岭站 主线   | 八达岭镇 | 2019年12月30日开通                                     |
| 不適用                           | 八达岭西线路所 | 不適用      | 不適用          | 不適用              | 八达岭镇 | 不適用                                                 |
|                                  | 延庆站         | 69          | 13              | S2线延庆站 康延铁路 | 延庆镇   | 1983年11月20日开通 2020年3月30日停运 2020年12月1日重开 |
| 注释                             |                |             |                 |                     |          |                                                        |
| 1 运营里程为自北京北站起的里程。 |                |             |                 |                     |          |                                                        |

## 运营

### 运行图变化和客流情况
本线开通初期安排北京北站始发终到16.5对列车，清河站始发终到25.5对列车，目的地涵盖包头、呼和浩特东、大同南、张家口、太子城，另有往返北京北与清河的出入库列车两对。
2019年12月30日，京张城际铁路全线开通。在开通的首半个月中，全线运送旅客接近80万人，上座率超过了95%。
2021年10月11日，全国铁路调图，京张城际铁路列车运行图重新编排。北京至张家口、大同、乌兰察布、呼和浩特、包头间开始开行D字头列车，由北京局集团、呼和浩特局集团的CRH5A担当。北京至张家口、大同、呼和浩特、包头的G字头列车全部改为北京北站始发终到。同时，首次开行由下花园北站始发的早间进京列车。
2022年1月17日至3月16日，为保障2022年冬季奥林匹克运动会和2022年冬季残疾人奥林匹克运动会的运输工作，京张城际铁路实行冬奥运行图。每天最多安排开行冬奥列车40对，其中基本线17对，预备线23对；在开幕式、闭幕式人员集中时段增开专列保障运输。北京局集团对清河、延庆、太子城、崇礼4个冬奥服务车站，自1月21日至3月16日实行为期55天的闭环和非闭环管理，闭环人员实施“点对点、一站式”管理，与普通旅客互不交集。同时，北京至张家口、大同、乌兰察布、呼和浩特、包头的大部分D字头列车临时延长至北京北站始发终到。实行冬奥运行图期间，北京局集团累计开行赛时冬奥列车1664列，共运送旅客9.2万人。
2022年6月20日，途经延庆支线的G字头列车降级为D字头列车，改由北京局集团北京北动车所的CRH5A担当。
2022年7月1日，途径崇礼支线的G字头列车降级为D字头列车，改由北京局集团北京北动车所的CRH5A担当。但其在2024年6月15日重新恢复为G字头列车。
2023年10月11日，全国铁路调图，北京至太原间首次开行经由京张城际铁路（途经张家口、大同）的D字头列车，由太原局集团担当。
2024年6月15日，全国铁路调图，北京至石家庄间首次开行经由京张城际铁路（途经张家口、大同、太原）的D字头列车，由太原局集团担当。
截止到2024年11月30日，2024年京张城际铁路客流已突破2000万人次大关，预计全年将发送旅客2110万人次。全线5年累计发送旅客超5413万人次。
2025年1月5日，全国铁路调图，因集大原高速铁路建成通车，北京北站、清河站首次开行经由京张城际铁路前往西安、兰州、成都等城市的动车组列车。

### 京张间运行的动车组列车
北京至张家口间运行的动车组列车可分为高速动车组列车（G字头，京张高速动车组列车）和普通动车组列车（D字头，京张动车组列车）两种，全部途经京张城际铁路。
京张高速动车组列车是中国铁路运行于首都北京市和河北省张家口市之间的高速动车组列车，途径北京、河北一市一省，自2019年12月30日起开行。本线路为2022年冬季奥林匹克运动会配套工程。现每天开行8+4对列车，车次为G7839-7850次、G7883-7886次（本线车）和G7831-7838次（崇礼支线）。列车乘务由北京局集团北京客运段担当，使用配属北京局集团北京北动车所的CR400BF-C和CR400BF-G动车组。此外，经由本线的大部分高速动车组列车（G2460/1次、G2462次、G2472/3次、G2492/5次、G2531/2次、G2540/1次、G2550次列车除外）也会停靠张家口站。
京张动车组列车是中国铁路运行于首都北京市和河北省张家口市之间的普通动车组列车，途径北京、河北一市一省，自2021年10月11日起开行。现每天开行4对列车，车次为D6722-6729次。列车乘务由北京局集团北京客运段担当，使用配属北京局集团北京北动车所的CRH5A动车组。此外，除前往延庆支线的普通动车组列车，其他经由本线的所有普通动车组列车均停靠张家口站。

### 市郊铁路
2019年12月30日，北京市郊铁路怀密线利用京张城际铁路（清河至沙河段）引入清河站。2020年8月26日，中铁电气化局北京电化公司承建的北京市郊铁路怀（柔）密（云）线引入北京北站工程开工。9月30日，怀密线利用京张城际铁路引入北京北站开通运营。
2020年12月1日，京张城际铁路延庆支线开通，此前因配合延庆支线及延庆站站改施工的北京市郊铁路S2线恢复延庆站始发终到。

### 客票
京张城际全线采用电子客票，通过刷身份证并刷脸进站，不必持票进站，在12306进行刷脸认证之后，在检票口亦可无需身份证直接刷脸进站。此外，包括隧道在内，线路全部实现3/4/5G信号覆盖。京张城际崇礼支线北京北/清河至太子城车次可以使用铁路e卡通进站，并预留专用席位。

### 列车
2018年12月24日於中國國家鐵道試驗中心展出的京張高鐵智能動車組模型（3節編組，皆無動力），並以1輛“鷹隼”概念車頭造型採用“龍鳳呈祥”主題及1輛“旗魚”概念車頭造型附加1輛中間車廂採用“瑞雪迎春”主題2種外觀亮相。最終以“鷹隼”概念車頭造型採用“瑞雪迎春”主題塗裝方案當選應用，“旗魚”概念車頭造型應用於中車長客製造400km/h可變軌跨國互聯互通高速動車組樣車之車頭造型，而“龍鳳呈祥”主題塗裝方案則應用於2021年6月25日於中國高鐵網絡投入營運的CR400BF-Z型智能动车组系列作為外觀主題塗裝。
2019年3月14日，京張高鐵專用自駕智能動車組樣車（車號：CR400BF-C-5143）出廠，於京張高鐵外區間進行試車以蒐集相關數據，後該車已改為CR400BF-GZ-5143並取消ATO系統及加裝司機室側門，並改為「龍鳳呈祥」外觀塗裝。
2021年1月中旬，首列京張高鐵2022北京冬奧會特別期間限定塗裝（車號：CR400BF-C-5162，加裝司機室側門）於北京南站亮相，採用“瑞雪迎春”特別主題塗裝，以“冬季運動”及“雪花”元素組成，並以“奧運精神”為概念設計。
2021年5月下旬，CR400BF-C-5162與CR400BF-GZ-5203於北京北動車段重連試運行，分別採用「瑞雪迎春」冬奧會期間限定塗裝及「龍鳳呈祥」外觀標準塗裝，兩者車頭外觀皆為一樣，並且加裝司機室專用側門，唯一不同的是「龍鳳呈祥」外觀塗裝車由於運營範圍為全國各地，因此取消了GoA2等級自動駕駛功能而需全程手動駕駛，而「瑞雪迎春」外觀塗裝車則是僅限於京張高鐵，GoA2等級自動駕駛功能則予以保留。
2022年1月6日，CR400BF-C-5162以冬奥媒体专列的形式上线运行，其8号车厢被改造为中央廣播電視總台流动演播室。
2022年7月2日，CR400BF-C運營範圍擴大至張家口－呼和浩特東間，由於CR400BF-C-5162當中的「瑞雪迎春」塗裝涉及國際奧委會版權，因此經過國鐵集團與國際奧委會進行授權協商後，決議保留該塗裝，因此全國唯一一組採用「瑞雪迎春」塗裝之CR400BF-C-5162其主題塗裝予以保留，採用「京張金鳳凰」塗裝之CR400BF-C-5144、5145維持不變，並以一般旅客列車方式執行G7881/7882次（北京北－張家口）以及部分運行於北京北－呼和浩特東的G字头列车班次，另外CR400BF-C乘務改由呼和浩特局集團擔當。當中CR400BF-C-5162的8号车厢原中央廣播電視總台流动演播室恢復為二等座區域，ATO自駕功能僅限於北京北－張家口間啟用，張家口－呼和浩特東則停用改為手動駕駛，由於「龍鳳呈祥」外觀塗裝設定為全國通用智能配置型CR400BF-Z系列專用塗裝，因此CR400BF-C京張專用自駕智能型未被採用。
- CR400BF-C-5143京张智能动车组樣板車，此车涂装已从量产金凤凰改为龍鳳呈祥，並改為CR400BF-GZ-5143及加裝司机室侧门
- 设有司机室侧门的CR400BF-C-5162在京雄城际铁路试车，此车涂装已从量产金凤凰改为瑞雪迎春
- 京張高鐵智能动车组“瑞雪迎春”特別主題涂装头车模型，該塗裝已用於京張專用自駕智能型CR400BF-C-5162車身外觀塗裝
- 京張高鐵智能动车组“龙凤呈祥”特別主題涂装头车模型，該塗裝已用於全國通用智能配置型CR400BF-Z系列專屬標準塗裝

截至2022年6月，共4组京张高铁专用带ATO GoA2等级自动驾驶智能动车组CR400BF-C出厂（实际为3组，其中1组改为CR400BF-GZ），其中5144、5145採用“京張金鳳凰”涂装、5162採用“瑞雪迎春”特别主题涂装，均于北京北/清河往返张家口/呼和浩特东的G字頭列車。5143改为“龙凤呈祥”特别主题涂装，并改为CR400BF-GZ-5143于京哈客运专线投入营运。
| 车型      | 动车组编号                                                             | 备注                                  |
| --------- | ---------------------------------------------------------------------- | ------------------------------------- |
| 金凤凰    |                                                                        |                                       |
| CR400BF-C | 5144、5145                                                             | 5145的5号车厢为多功能车               |
| CR400BF-G | 5114、5146、5149、5150、5164～5170、5186、5187、5189～5192、5195～5197 | 5191～5196加装司机室侧门              |
| 瑞雪迎春  |                                                                        |                                       |
| CR400BF-C | 5162                                                                   | 加装司机室侧门，且5号车厢为多功能车。 |

## 备注
1. ↑  “瑞雪迎春”特別主題塗裝使用期間:2021年1月上旬至2022年2月20日，對象:CR400BF-C帶多功能車配置，平時CR400BF-C於京張高鐵使用塗裝為量產“金鳳凰”塗裝，“龍鳳呈祥”特別主題塗裝使用對象:CR400BF-GZ